# مارک ویلیامز (بازیگر)
 مارک ویلیامز (انگلیسی: Mark Williams؛ زادهٔ ۲۲ اوت ۱۹۵۹) هنرپیشه اهل انگلستان است. او از سال ۱۹۸۲ میلادی تاکنون مشغول فعالیت بوده‌است.
از فیلم‌ها یا برنامه‌های تلویزیونی که وی در آن نقش داشته است می‌توان به ۱۰۱ سگ خالدار، هری پاتر و جام آتش، هری پاتر و محفل ققنوس، هری پاتر و تالار اسرار، هری پاتر و زندانی آزکابان، هری پاتر و یادگاران مرگ - قسمت اول، هری پاتر و شاهزاده دورگه، شکسپیر عاشق، هری پاتر و یادگاران مرگ - قسمت دوم، گرد ستاره، آلبرت نابز اشاره کرد.